# Penerstwo
Penerstwo – polska grupa artystyczna, powstała w 2007 roku, której nieformalnym liderem jest Wojciech Bąkowski.

## Założenie grupy
Piątka artystów: Piotr Bosacki (ur. 1977), Wojciech Bąkowski (ur. 1979), Konrad Smoleński (ur. 1977), Radosław Szlaga (ur. 1979) i Tomasz Mróz (ur. 1979) założyła grupę w 2007 roku – po powrocie z wernisażu wystawy swoich prac pt. „Penerstwo” (PGR ART w Gdańsku). Wkrótce po założeniu formacji dołączyły do niej także Magdalena Starska (ur. 1980) i Izabela Tarasewicz (ur. 1981). Wszyscy członkowie grupy ukończyli w podobnym czasie poznańską Akademię Sztuk Pięknych (obecnie Uniwersytet Artystyczny), gdzie w katedrze intermediów studiowali pod kierunkiem Mirosława Bałki i Leszka Knaflewskiego. Stąd też Penerstwo jest silnie związane z Poznaniem, chociaż obecnie nie wszyscy członkowie mieszkają już w tym mieście.

## Galerie i wystawy
Grupa zaistniała m.in. dzięki Michałowi Lasocie, współzałożycielowi Fundacji Transmisja (realizującej projekty Penerstwa) i galerii sztuki współczesnej Stereo, w której swoje prace wystawiają Bąkowski, Bosacki, Starska i Tarasewicz. Poza wystawą w Gdańsku Lasota był kuratorem również takich wystaw Penerstwa, jak: „Brzuch” (Stary Browar, luty-marzec 2008) czy „Śniące ciała” (Galeria Miejska Arsenał, maj-czerwiec 2008). Z poznańską grupą związana była również warszawska galeria Leto, reprezentująca Szlagę i Smoleńskiego, a do 2010 roku także Bąkowskiego. Prace Penerstwa pojawiły się również na wystawie zbiorowej „Establishment (jako źródło cierpień)” w CSW Zamek Ujazdowski (gdzie swoje dzieła wystawili m.in. Bąkowski, Szlaga, Mróz i Tarasewicz) oraz w Muzeum Sztuki Nowoczesnej w Warszawie pt. „Nie ma sorry” (gdzie wystawiał tylko Bąkowski). Na wzrost popularności grupy miała także wpływ publikacja Dobre do domu i na dwór (pod red. Lasoty, Poznań 2008), zawierająca prace Penerstwa.

## Charakterystyka
Artyści nie ogłosili manifestu czy programu; wspólnym mianownikiem ich twórczości jest radykalnie pojmowana ekspresja. Penerstwo czerpie z kultury masowej, sztuki ulicy, punku; łączy różne środki wyrazu, nie stroni od wulgaryzmów czy dosadności przekazu, dlatego twórczość grupy zaczęto z czasem określać mianem „nowej ekspresji poznańskiej”. Czynnikiem spajającym grupę jest także wspólna niechęć do takich zjawisk w polskiej kulturze, jak sztuka krytyczna (nurt dominujący w latach 90. XX w.), poznańska tradycja konceptualizmu, czy tzw. Poznańska Szkoła Instalacji (pojęcie wykreowane przez Galerię Raster). Penerzy uważali się za spadkobierców Koła Klipsa – poznańskiej grupy artystycznej z lat 80. W swoich wypowiedziach podkreślali celowe naruszanie norm społecznych, niechęć do kultury wysokiej, a także aintelektualizm, antymedialność i antypublicystyczność kreowanej sztuki. Krytycy natomiast łączyli ich estetykę z tradycją transawangardy.
Charakter grupy oddaje jego nazwa: w gwarze poznańskiej „pener” to pejoratywne określenie oznaczające osobę z marginesu społecznego. Kwestię tę Bosacki skomentował następująco: penerstwo to pewien specyficzny rodzaj syfiarstwa obyczajowego, które w naturalny sposób zagnieździło się w tkance miejskiej Poznania. Penerstwo nie jest wprost pospolitym chamstwem, chociaż cham może częściowo być penerem i odwrotnie. Bosacki wyjaśnia również: Nie tworzymy zwartej grupy artystycznej. Każdy z nas zainteresowany jest w zasadzie innym medium (...). Mimo to mamy wyraźną wspólną cechę – ekspresję, można powiedzieć, penerską.